# Shiren (sockenhuvudort i Kina, Jiangxi Sheng, lat 28,66, long 117,90)
Shiren (kinesiska: 石人) är en sockenhuvudort i Kina. Den ligger i provinsen Jiangxi, i den sydöstra delen av landet, omkring 200 kilometer öster om provinshuvudstaden Nanchang. Antalet invånare är 27 009. Befolkningen består av 12 891 kvinnor och 14 118 män. Barn under 15 år utgör 28,0 %, vuxna 15-64 år 62 %, och äldre över 65 år 8,0 %.
Runt Shiren är det ganska tätbefolkat, med 239 invånare per kvadratkilometer. Närmaste större samhälle är Huanggu, 11,6 km sydost om Shiren. Trakten runt Shiren består till största delen av jordbruksmark.
Genomsnittlig årsnederbörd är 2 757 millimeter. Den regnigaste månaden är juni, med i genomsnitt 493 mm nederbörd, och den torraste är oktober, med 41 mm nederbörd.